# Snörnäbb

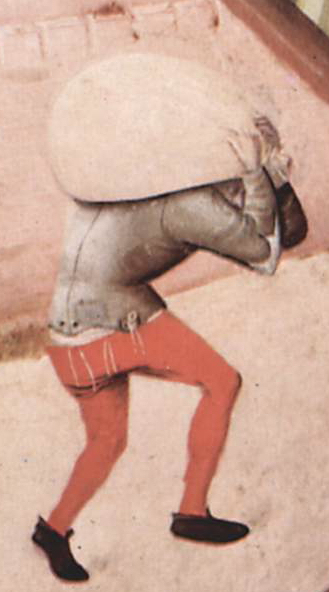
Man med slarvigt knutna nålremmar mellan hosor och överplagg. Detalj av målning från omkring 1477 av Hieronymus Bosch.

En snörnäbb är en liten hylsa, oftast av metall, som sätts i änden av en rem för att underlätta remmens trädning vid snörning av kläder. Snörnäbbar var mycket vanliga från 1300-talet och fram till 1600-talet. De användes till snören och remmar av såväl läder som textila material.
När snörnäbbar fästs i var sin ända av en rem får man en nålrem. Nålremmar användes bland annat för att fästa hosorna vid överplagget.